# 에비스 맥주

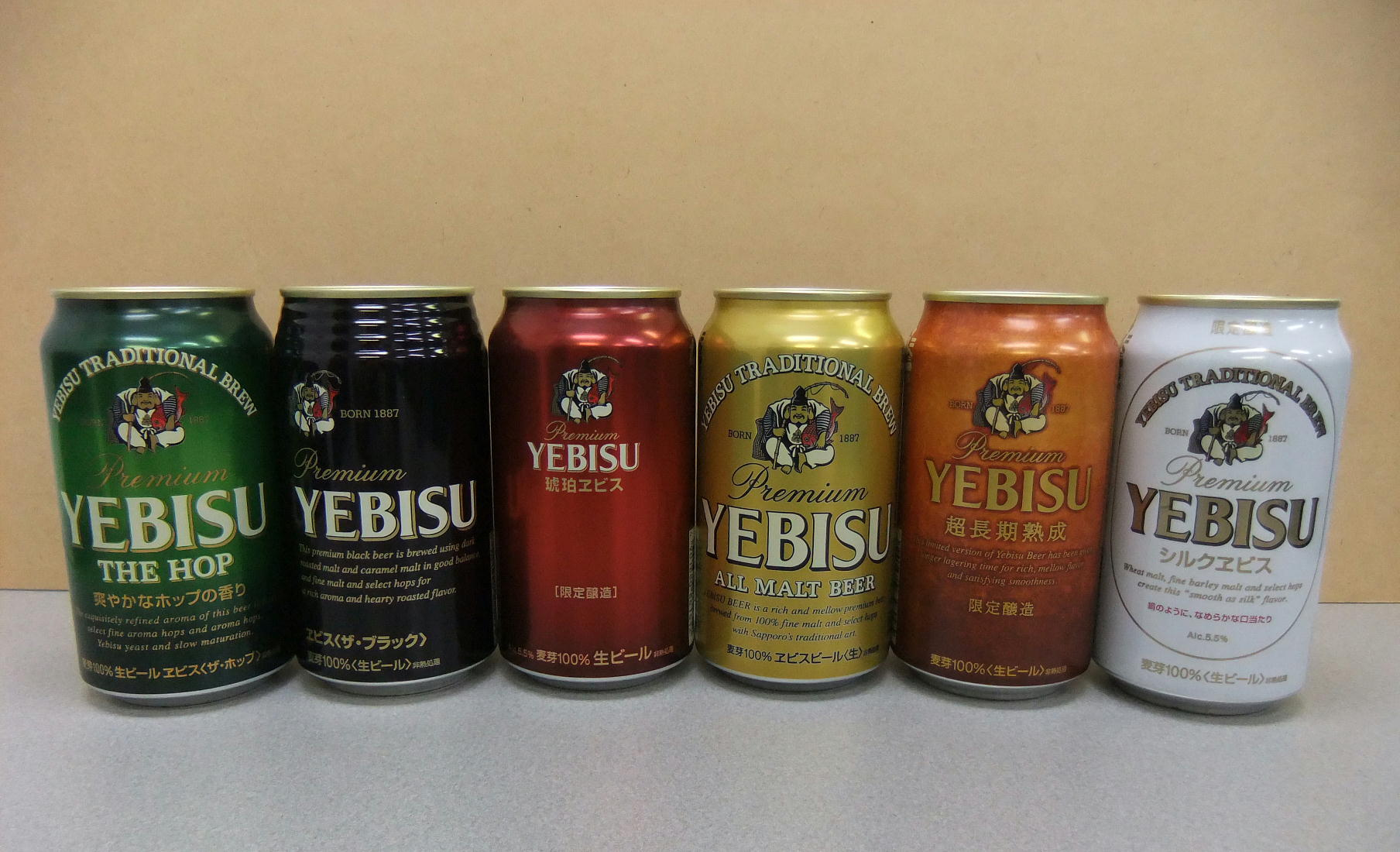
에비스 맥주

에비스 맥주(일본어: ヱビスビール 에비스비루[*], 영어: YEBISU)는 삿포로 맥주의 맥아 100% 맥주 브랜드이다.

## 역사
삿포로 맥주의 전신인 대일본맥주의 독일인 기술자 칼 카이저를 초빙하여 양조한 맥주이다. 당시의 명칭인 에비스 맥주(恵比寿麦酒)였다. 처음에는 다이코쿠텐에서 명명하려고 했었지만, 요코하마에 이미 다이코쿠 맥주(大黒ビール)가 존재했기 때문에 에비스라는 이름을 채용했다는 자료가 2000년대에 발견되었다.
1943년에 맥주 배급제로 명칭이 맥주로 통일되어 브랜드는 없어지지만, 1971년에 제2차 세계 대전 이후 첫 맥아 100%의 라거 (열처리) 맥주로 부활했다. 1980년대 초반은 침체기였지만, 1986년 패키지 디자인 변경과 내용물의 생맥주화, 1988년에 만화 《맛의 달인》의 〈오십 년째의 미각 (후편)〉 (단행본 16권)에서 다루어 진 것 등이 계기가 되어 매출을 회복해갔다. 장기간에 걸쳐 프리미엄 맥주 시장의 선두 브랜드가 되었으며, 2000년대 중반에 산토리의 더 프리미엄 몰츠가 급성장하여 삿포로 맥주는 2006년에 에비스 브랜드를 특별 조치를 하였으며, 같은 해 10월에는 에비스 브랜드의 '에비스'의 이름을 딴 제품을 판매하여 브랜드 확장을 시작했다.

## 기타
처음에는 공장이 도쿄부 에바라 군 미타 촌 (현 도쿄 도 메구로구 미타)에 있었다. 처음에는 마차로 실었지만, 판매량 증가로 1901년에 출하 전용 화물역 에비스 정류장이 만들어졌다. 1906년에 화물역 에비스 정류장 옆에 만들어진 여객 역이 에비스 역이다. 시부야구에 있는 지명 에비스는 에비스 맥주에서 유래한 것이다. 또한 이에 따른 JR 동일본 에비스 역의 발차음은 에비스 맥주의 CM 송인 "제 3의 남자"가 도입되고 있다.
시부야 구 에비스에는 에비스 가든 플레이스가 있으며, 여기에 에비스 맥주 기념관이 있다.